# Liste der meistgestreamten Künstler auf Spotify

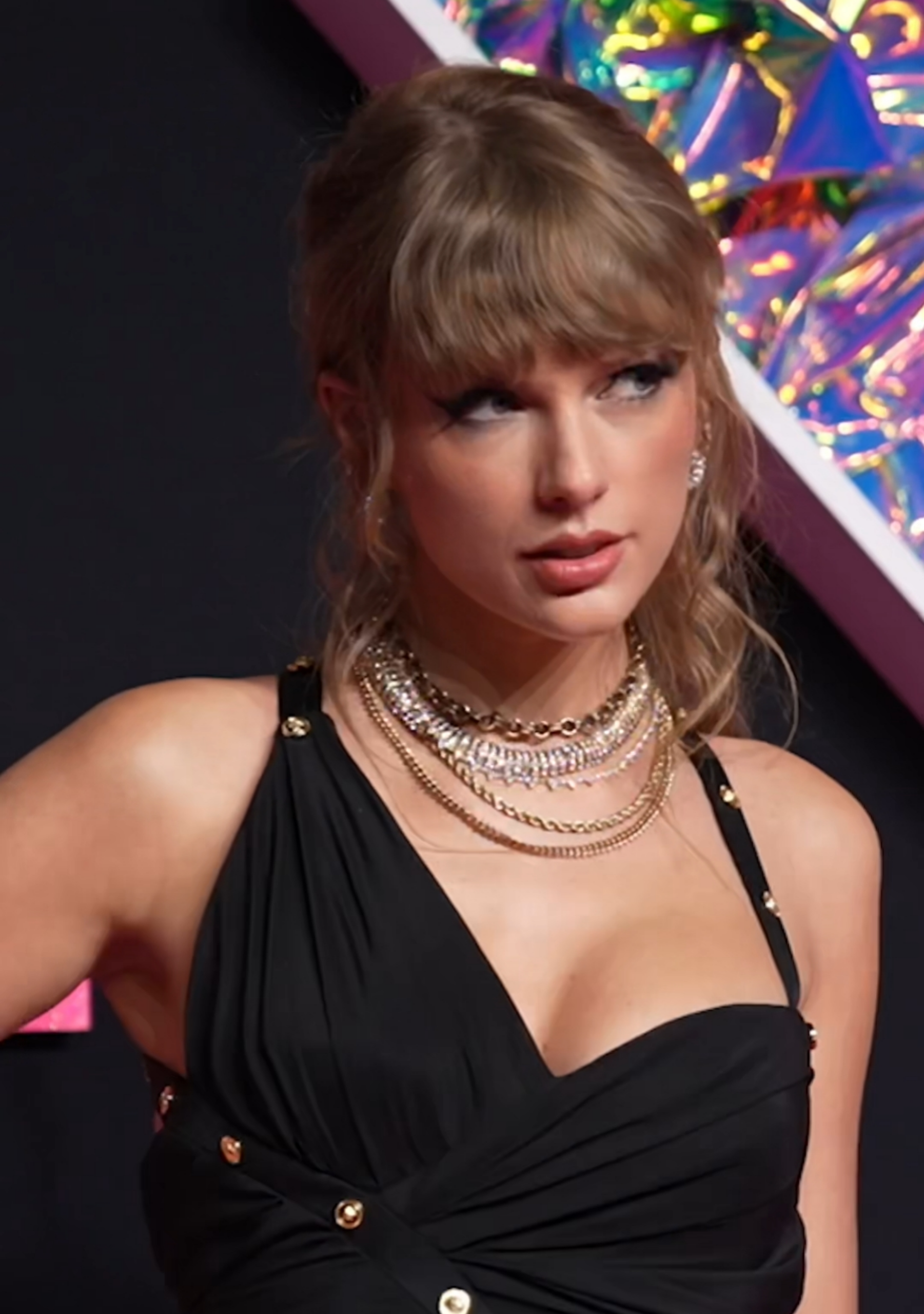
Taylor Swifts Lieder haben insgesamt die meisten Streams auf Spotify.

Diese Liste enthält die meistgestreamten Künstler auf der Audio-Streaming-Plattform Spotify. Insgesamt meistgestreamt ist die US-amerikanische Sängerin Taylor Swift. Seit 2013 veröffentlicht Spotify jährlich eine Liste der meistgestreamten Künstler, die bisher dreimal von Bad Bunny (2020, 2021 und 2022), sowie dreimal von Drake (2015, 2016 und 2018) angeführt wurde.

## Meistgestreamte Künstler
| Künstler               | Land                   | Streams (in Tausend) | Anzahl Lieder | 1 Mrd. | 100 Mio. | 10 Mio. | 1 Mio. |
| ---------------------- | ---------------------- | -------------------- | ------------- | ------ | -------- | ------- | ------ |
| Taylor Swift           | Vereinigte Staaten     | 97.669               | 544           | 14     | 241      | 393     | 435    |
| Bad Bunny              | Puerto Rico            | 82.823               | 215           | 20     | 161      | 208     | 209    |
| Drake                  | Kanada                 | 82.508               | 335           | 16     | 203      | 322     | 325    |
| The Weeknd             | Kanada                 | 67.334               | 238           | 25     | 101      | 177     | 232    |
| Ed Sheeran             | Vereinigtes Königreich | 51.245               | 318           | 12     | 75       | 210     | 267    |
| Ariana Grande          | Vereinigte Staaten     | 51.171               | 242           | 19     | 99       | 170     | 225    |
| Eminem                 | Vereinigte Staaten     | 48.298               | 341           | 12     | 91       | 264     | 305    |
| Justin Bieber          | Kanada                 | 46.678               | 227           | 13     | 73       | 176     | 196    |
| Kanye West             | Vereinigte Staaten     | 44.468               | 289           | 9      | 96       | 227     | 263    |
| Billie Eilish          | Vereinigte Staaten     | 44.102               | 79            | 13     | 69       | 76      | 77     |
| Post Malone            | Vereinigte Staaten     | 43.606               | 147           | 12     | 71       | 122     | 130    |
| BTS                    | Südkorea               | 41.172               | 273           | 5      | 123      | 227     | 273    |
| Travis Scott           | Vereinigte Staaten     | 37.075               | 164           | 5      | 84       | 129     | 152    |
| Rihanna                | Barbados               | 36.718               | 377           | 12     | 57       | 123     | 227    |
| J Balvin               | Kolumbien              | 36.666               | 283           | 4      | 77       | 180     | 263    |
| Coldplay               | Vereinigtes Königreich | 36.218               | 323           | 12     | 46       | 200     | 304    |
| Dua Lipa               | Vereinigtes Königreich | 34.343               | 255           | 12     | 43       | 98      | 215    |
| Imagine Dragons        | Vereinigte Staaten     | 33.897               | 247           | 11     | 49       | 145     | 212    |
| Bruno Mars             | Vereinigte Staaten     | 33.486               | 85            | 15     | 38       | 62      | 78     |
| Juice Wrld             | Vereinigte Staaten     | 33.474               | 149           | 4      | 74       | 141     | 145    |
| Stand: 29. Januar 2025 |                        |                      |               |        |          |         |        |

## Meistgestreamte Künstler nach Jahr

### Weltweit

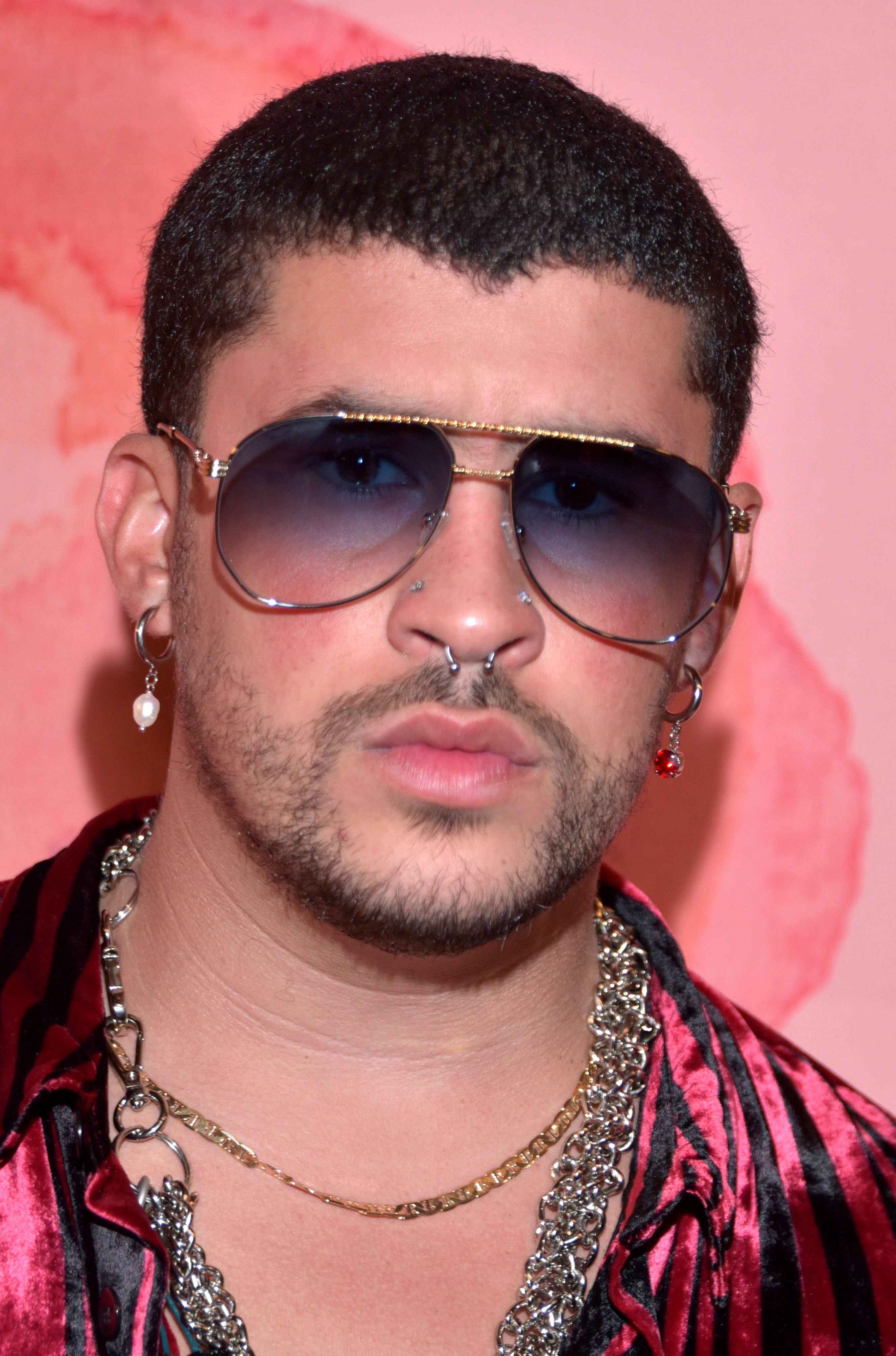
Bad Bunny war 2020, 2021, und 2022 der meistgestreamte Künstler weltweit.

Die Anzahl der Streams ist, soweit verfügbar, in Klammern angegeben.
| Jahr |                                |               |               |                   |                  |
| Jahr | 1                              | 2             | 3             | 4                 | 5                |
| ---- | ------------------------------ | ------------- | ------------- | ----------------- | ---------------- |
| 2013 | Macklemore & Ryan Lewis        | Avicii        | Daft Punk     | Eminem            | Imagine Dragons  |
| 2014 | Ed Sheeran (860 Millionen)     | Eminem        | Coldplay      | Calvin Harris     | Katy Perry       |
| 2015 | Drake (1,8 Milliarden)         | Ed Sheeran    | The Weeknd    | Maroon 5          | Kanye West       |
| 2016 | Drake (4,7 Milliarden)         | Justin Bieber | Rihanna       | Twenty One Pilots | Kanye West       |
| 2017 | Ed Sheeran (6,3 Milliarden)    | Drake         | The Weeknd    | Kendrick Lamar    | The Chainsmokers |
| 2018 | Drake (8,2 Milliarden)         | Post Malone   | XXXTentacion  | J Balvin          | Ed Sheeran       |
| 2019 | Post Malone (6,5 Milliarden)   | Billie Eilish | Ariana Grande | Ed Sheeran        | Bad Bunny        |
| 2020 | Bad Bunny (8,3 Milliarden)     | Drake         | J Balvin      | Juice Wrld        | The Weeknd       |
| 2021 | Bad Bunny (9,1 Milliarden)     | Taylor Swift  | BTS           | Drake             | Justin Bieber    |
| 2022 | Bad Bunny (18,5 Milliarden)    | Taylor Swift  | Drake         | The Weeknd        | BTS              |
| 2023 | Taylor Swift (26,1 Milliarden) | Bad Bunny     | The Weeknd    | Drake             | Peso Pluma       |
| 2024 | Taylor Swift (26,6 Milliarden) | The Weeknd    | Bad Bunny     | Drake             | Billie Eilish    |

### Deutschland

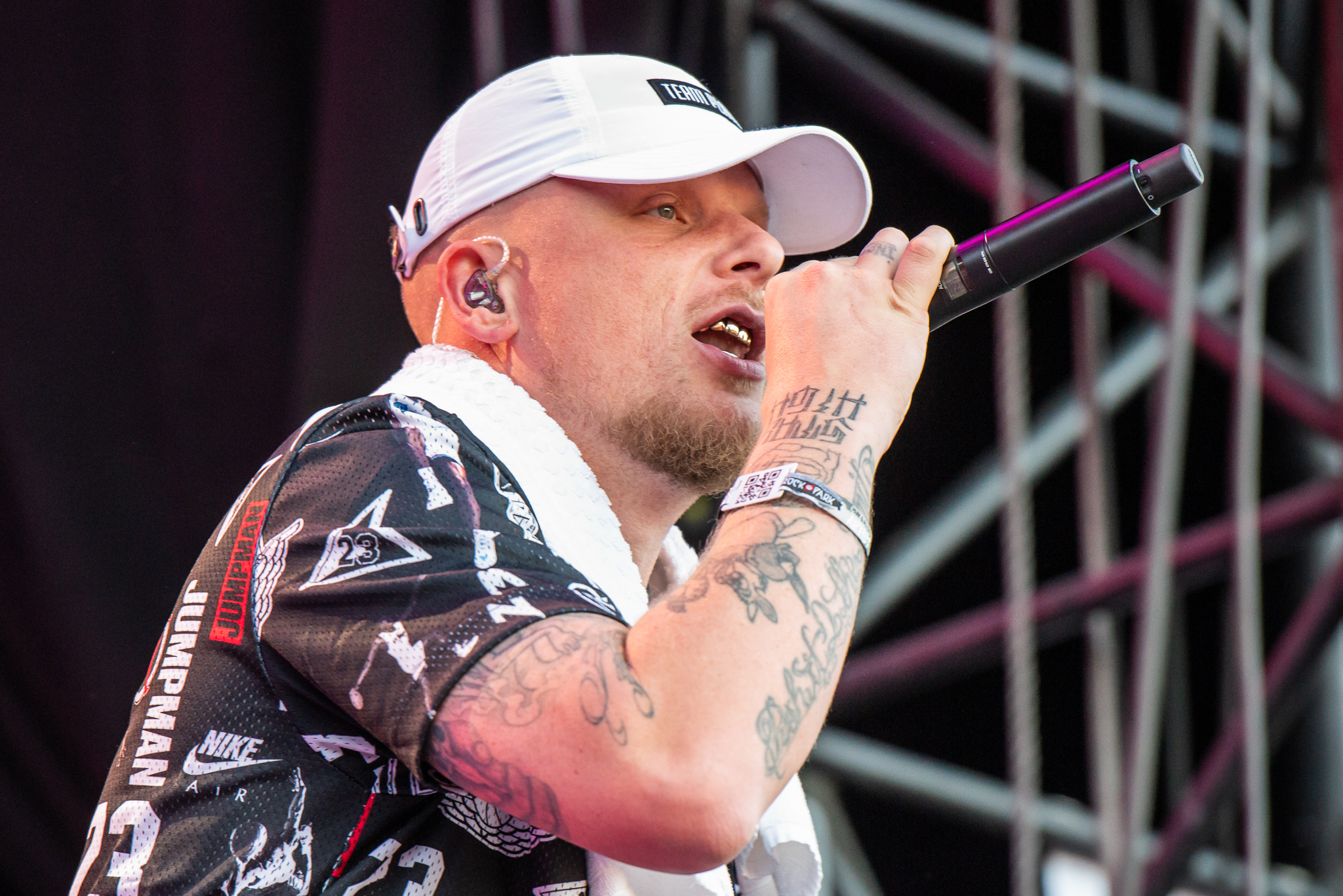
Bonez MC belegt seit 2016 jedes Jahr einen der Top 5 Plätze in Deutschland.

| Jahr | 1                       | 2             | 3            | 4            | 5                 |
| ---- | ----------------------- | ------------- | ------------ | ------------ | ----------------- |
| 2012 | Cro                     | keine Daten   | keine Daten  | keine Daten  | keine Daten       |
| 2013 | Macklemore & Ryan Lewis | Avicii        | Eminem       | Alligatoah   | Calvin Harris     |
| 2014 | Kollegah                | Eminem        | Ed Sheeran   | Cro          | Calvin Harris     |
| 2015 | Ed Sheeran              | K.I.Z         | Robin Schulz | David Guetta | Eminem            |
| 2016 | Drake                   | Justin Bieber | Major Lazer  | Bonez MC     | Twenty One Pilots |
| 2017 | Ed Sheeran              | RAF Camora    | Bonez MC     | Kollegah     | The Chainsmokers  |
| 2018 | RAF Camora              | Capital Bra   | Bonez MC     | Gzuz         | Drake             |
| 2019 | Capital Bra             | Samra         | RAF Camora   | Kontra K     | Bonez MC          |
| 2020 | Capital Bra             | Apache 207    | Samra        | Bonez MC     | Ufo361            |
| 2021 | Bonez MC                | Luciano       | Capital Bra  | RAF Camora   | Samra             |
| 2022 | Luciano                 | RAF Camora    | Bonez MC     | Cro          | Ed Sheeran        |
| 2023 | Apache 207              | Bonez MC      | Taylor Swift | RAF Camora   | Luciano           |
| 2024 | Taylor Swift            | Luciano       | AYLIVA       | Bonez MC     | Apache 207        |

## Meistgestreamte Künstler nach Jahrzehnt
Die Anzahl der Streams ist, soweit verfügbar, in Klammern angegeben.
| Jahrzehnt | Künstler-Ranking (weltweit) | Künstler-Ranking (weltweit) | Künstler-Ranking (weltweit) | Künstler-Ranking (weltweit) | Künstler-Ranking (weltweit) |
| Jahrzehnt | 1                           | 2                           | 3                           | 4                           | 5                           |
| --------- | --------------------------- | --------------------------- | --------------------------- | --------------------------- | --------------------------- |
| 2010er    | Drake (28 Milliarden)       | Ed Sheeran                  | Post Malone                 | Ariana Grande               | Eminem                      |

## Meiste monatliche Hörer

### Weltweit
Stand August 2025 ist der amerikanische Singer-Songwriter Bruno Mars der Künstler mit den meisten monatlichen Hörern auf Spotify. Ihm folgt der kanadische Singer-Songwriter The Weeknd, der als erster Künstler die Marke von 100 Millionen monatlichen Hörern überschritt, während die amerikanische Singer-Songwriterin Taylor Swift die erste weibliche Künstlerin und insgesamt die zweite war, die diese Marke erreichte. Die amerikanische Singer-Songwriterin Billie Eilish war die dritte und jüngste Künstlerin, die diese Leistung erzielte. Der englische Singer-Songwriter Ed Sheeran ist der jüngste Künstler, der die 100-Millionen-Marke überschritten hat. Der amerikanische Rapper Kendrick Lamar ist der erste Rapper, der sowohl diese Leistung erbrachte als auch die 110-Millionen-Marke übertraf. Die britische Band Coldplay hält den Rekord für Gruppen mit 98 Millionen monatlichen Hörern und war die erste in ihrer Kategorie, die die Marken von 60, 70, 80 und 90 Millionen erreichte.
| Rang                   | Künstler          | Monatliche Hörer (Millionen) | Rangänderung | Quellenangaben |
| ---------------------- | ----------------- | ---------------------------- | ------------ | -------------- |
| 1                      | Bruno Mars        | 112,68                       | ▬            | [ 30 ]         |
| 2                      | The Weeknd        | 111,41                       | ▬            | [ 31 ]         |
| 3                      | Justin Bieber     | 100,96                       | ▬            | [ 32 ]         |
| 4                      | Ed Sheeran        | 98,33                        | ▬            | [ 33 ]         |
| 5                      | Lady Gaga         | 98,26                        | ▬            | [ 34 ]         |
| 6                      | Coldplay          | 97,67                        | ▬            | [ 35 ]         |
| 7                      | Rihanna           | 90,87                        | ▲            | [ 36 ]         |
| 8                      | Billie Eilish     | 90,78                        | ▼            | [ 37 ]         |
| 9                      | Taylor Swift      | 85,04                        | ▬            | [ 38 ]         |
| 10                     | Drake             | 82,83                        | ▬            | [ 39 ]         |
| 11                     | David Guetta      | 82,73                        | ▬            | [ 40 ]         |
| 12                     | Bad Bunny         | 80,82                        | ▬            | [ 41 ]         |
| 13                     | Kendrick Lamar    | 78,54                        | ▬            | [ 42 ]         |
| 14                     | Ariana Grande     | 76,48                        | ▬            | [ 43 ]         |
| 15                     | Calvin Harris     | 74,41                        | ▬            | [ 44 ]         |
| 16                     | Maroon 5          | 71,29                        | ▲            | [ 45 ]         |
| 17                     | SZA               | 71,13                        | ▼            | [ 46 ]         |
| 18                     | J Balvin          | 68,67                        | ▬            | [ 47 ]         |
| 19                     | Post Malone       | 68,27                        | ▬            | [ 48 ]         |
| 20                     | Shakira           | 67,26                        | ▬            | [ 49 ]         |
| 21                     | Eminem            | 67,02                        | ▬            | [ 50 ]         |
| 22                     | Travis Scott      | 65,73                        | ▬            | [ 51 ]         |
| 23                     | Sia               | 65,36                        | ▬            | [ 52 ]         |
| 24                     | Katy Perry        | 65,10                        | ▬            | [ 53 ]         |
| 25                     | Dua Lipa          | 64,74                        | ▬            | [ 54 ]         |
| 26                     | Sabrina Carpenter | 64,64                        | ▬            | [ 55 ]         |
| 27                     | Pitbull           | 62,19                        | ▬            | [ 56 ]         |
| 28                     | Kanye West        | 59,81                        | ▬            | [ 57 ]         |
| 29                     | Chris Brown       | 59,26                        | ▬            | [ 58 ]         |
| 30                     | Lana Del Rey      | 59,03                        | ▬            | [ 59 ]         |
| 31                     | Black Eyed Peas   | 58,72                        | ▬            | [ 60 ]         |
| 32                     | Beyoncé           | 57,50                        | ▲            | [ 61 ]         |
| 33                     | Imagine Dragons   | 57,46                        | ▼            | [ 62 ]         |
| 34                     | Daddy Yankee      | 55,81                        | ▬            | [ 63 ]         |
| 35                     | Miley Cyrus       | 55,58                        | ▬            | [ 64 ]         |
| 36                     | Alex Warren       | 54,50                        | ▬            | [ 65 ]         |
| 37                     | Tate McRae        | 54,42                        | ▬            | [ 66 ]         |
| 38                     | Marshmello        | 53,82                        | ▲            | [ 67 ]         |
| 39                     | Doja Cat          | 53,69                        | ▼            | [ 68 ]         |
| 40                     | Benson Boone      | 53,50                        | ▬            | [ 69 ]         |
| 41                     | Sombr             | 53,16                        | ▲            | [ 70 ]         |
| 42                     | Karol G           | 52,92                        | ▼            | [ 71 ]         |
| 43                     | Arctic Monkeys    | 52,84                        | ▼            | [ 72 ]         |
| 44                     | Michael Jackson   | 52,30                        | ▲            | [ 73 ]         |
| 45                     | Future            | 52,28                        | ▼            | [ 74 ]         |
| 46                     | Adele             | 51,86                        | ▬            | [ 75 ]         |
| 47                     | Linkin Park       | 51,69                        | ▬            | [ 76 ]         |
| 48                     | The Chainsmokers  | 51,12                        | ▬            | [ 77 ]         |
| 49                     | Lil Wayne         | 51,08                        | ▲            | [ 78 ]         |
| 50                     | Sam Smith         | 50,84                        | ▬            | [ 79 ]         |
| Stand: 17. August 2025 |                   |                              |              |                |

## Chronologie der Spitzenwerte bei monatlichen Hörern

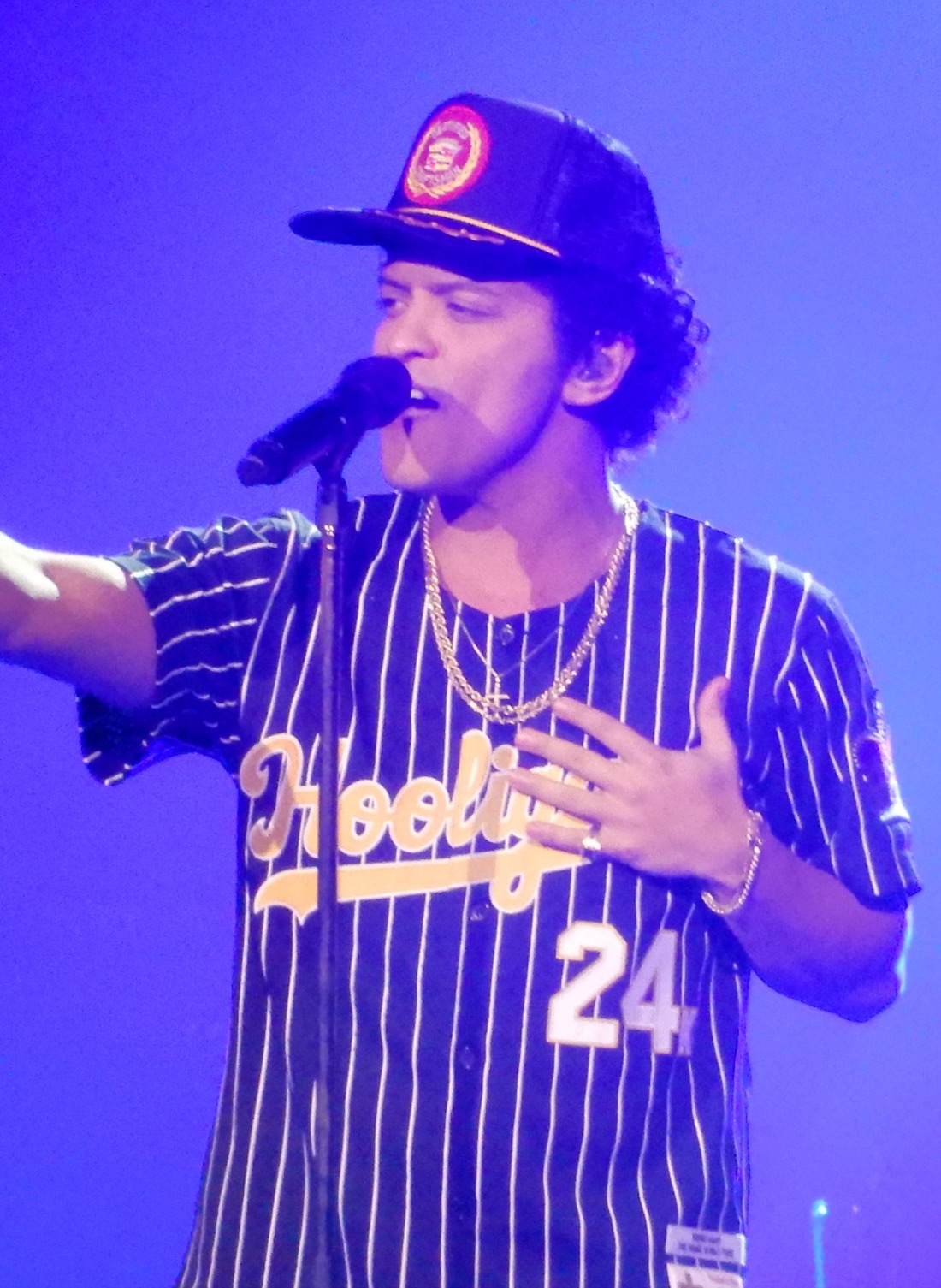
Der amerikanische Singer-Songwriter Bruno Mars ist der Künstler mit der höchsten jemals aufgezeichneten Anzahl monatlicher Hörer.

Dies ist eine Chronologie der Künstler, die seit September 2015, als die Funktion öffentlich gemacht wurde, die meisten monatlichen Hörer auf Spotify hatten.

### 2015
| Monat     | Künstler   |
| --------- | ---------- |
| September | The Weeknd |
| Oktober   | The Weeknd |
| November  | The Weeknd |
| Dezember  | N/A        |

### 2016
| Monat     | Künstler   |
| --------- | ---------- |
| Januar    | N/A        |
| Februar   | N/A        |
| März      | N/A        |
| April     | Rihanna    |
| Mai       | Drake      |
| Juni      | Drake      |
| Juli      | Drake      |
| August    | Drake      |
| September | Drake      |
| Oktober   | Drake      |
| November  | Drake      |
| Dezember  | The Weeknd |

### 2017
| Monat     | Künstler   |
| --------- | ---------- |
| Januar    | The Weeknd |
| Februar   | Ed Sheeran |
| März      | Ed Sheeran |
| April     | Ed Sheeran |
| Mai       | Ed Sheeran |
| Juni      | Ed Sheeran |
| Juli      | Ed Sheeran |
| August    | Ed Sheeran |
| September | Ed Sheeran |
| Oktober   | Ed Sheeran |
| November  | Ed Sheeran |
| Dezember  | Ed Sheeran |

### 2018
| Monat     | Künstler      |
| --------- | ------------- |
| Januar    | Ed Sheeran    |
| Februar   | Ed Sheeran    |
| März      | Drake         |
| April     | Drake         |
| Mai       | Drake         |
| Juni      | J Balvin      |
| Juli      | Drake         |
| August    | Drake         |
| September | Drake         |
| Oktober   | Drake         |
| November  | Selena Gomez  |
| Dezember  | Ariana Grande |

### 2019
| Monat     | Künstler      |
| --------- | ------------- |
| Januar    | Ariana Grande |
| Februar   | Ariana Grande |
| März      | Ariana Grande |
| April     | Ariana Grande |
| Mai       | Khalid        |
| Juni      | Ed Sheeran    |
| Juli      | Ed Sheeran    |
| August    | Ed Sheeran    |
| September | Ed Sheeran    |
| Oktober   | Ed Sheeran    |
| November  | Ed Sheeran    |
| Dezember  | Ed Sheeran    |

### 2020
| Monat     | Künstler      |
| --------- | ------------- |
| Januar    | Ed Sheeran    |
| Februar   | Justin Bieber |
| März      | Justin Bieber |
| April     | N/A           |
| Mai       | N/A           |
| Juni      | N/A           |
| Juli      | N/A           |
| August    | The Weeknd    |
| September | N/A           |
| Oktober   | N/A           |
| November  | N/A           |
| Dezember  | N/A           |

### 2021
| Monat     | Künstler      |
| --------- | ------------- |
| Januar    | Justin Bieber |
| Februar   | The Weeknd    |
| März      | N/A           |
| April     | N/A           |
| Mai       | Justin Bieber |
| Juni      | Justin Bieber |
| Juli      | Justin Bieber |
| August    | Justin Bieber |
| September | Justin Bieber |
| Oktober   | Justin Bieber |
| November  | Justin Bieber |
| Dezember  | Justin Bieber |

### 2022
| Monat     | Künstler     |
| --------- | ------------ |
| Januar    | The Weekend  |
| Februar   | The Weekend  |
| März      | Ed Sheeran   |
| April     | Ed Sheeran   |
| Mai       | Ed Sheeran   |
| Juni      | Ed Sheeran   |
| Juli      | Ed Sheeran   |
| August    | Ed Sheeran   |
| September | Ed Sheeran   |
| Oktober   | Ed Sheeran   |
| November  | Taylor Swift |
| Dezember  | The Weeknd   |

### 2023
| Monat     | Künstler     |
| --------- | ------------ |
| Januar    | The Weeknd   |
| Februar   | The Weeknd   |
| März      | The Weeknd   |
| April     | The Weeknd   |
| Mai       | The Weeknd   |
| Juni      | The Weeknd   |
| Juli      | The Weeknd   |
| August    | The Weeknd   |
| September | The Weeknd   |
| Oktober   | The Weeknd   |
| November  | Taylor Swift |
| Dezember  | Taylor Swift |

### 2024
| Month     | Artist        |
| --------- | ------------- |
| Januar    | The Weeknd    |
| Februar   | The Weeknd    |
| März      | The Weeknd    |
| April     | The Weeknd    |
| Mai       | The Weeknd    |
| Juni      | The Weeknd    |
| Juli      | The Weeknd    |
| August    | Billie Eilish |
| September | The Weeknd    |
| Oktober   | The Weeknd    |
| November  | Bruno Mars    |
| Dezember  | Bruno Mars    |

### 2025
| Monat   | Künstler   |
| ------- | ---------- |
| Januar  | Bruno Mars |
| Februar | Bruno Mars |
| März    | Bruno Mars |
| April   | Bruno Mars |
| Mai     | Bruno Mars |
| Juni    | Bruno Mars |
| Juli    | The Weeknd |
| August  | Bruno Mars |

## Meiste Abonnenten

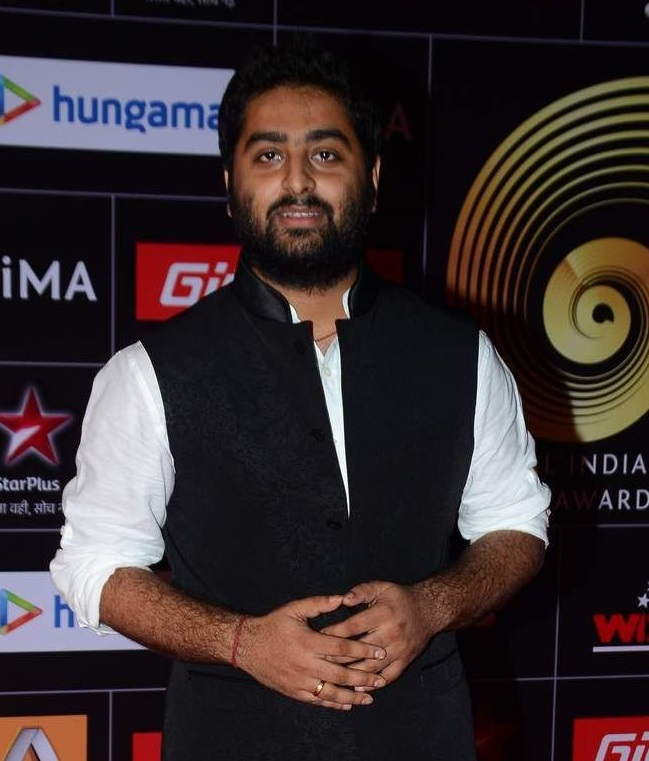
Der indische Playback-Sänger Arijit Singh ist der meistverfolgte Künstler auf Spotify.

Stand August 2025 ist der indische Playback-Sänger Arijit Singh der meistverfolgte Künstler und Taylor Swift die meistverfolgte weibliche Künstlerin auf Spotify.
| Rang                   | Künstler        | Follower (Millionen) | Quellenangaben |
| ---------------------- | --------------- | -------------------- | -------------- |
| 1                      | Arijit Singh    | 155,4                | [ 109 ]        |
| 2                      | Taylor Swift    | 141,3                | [ 38 ]         |
| 3                      | Ed Sheeran      | 121,6                | [ 33 ]         |
| 4                      | Billie Eilish   | 115,6                | [ 37 ]         |
| 5                      | The Weeknd      | 109,2                | [ 31 ]         |
| 6                      | Ariana Grande   | 106,3                | [ 43 ]         |
| 7                      | Eminem          | 102,7                | [ 50 ]         |
| 8                      | Drake           | 100,7                | [ 39 ]         |
| 9                      | Bad Bunny       | 99,1                 | [ 41 ]         |
| 10                     | Justin Bieber   | 83,8                 | [ 32 ]         |
| 11                     | BTS             | 80,3                 | [ 110 ]        |
| 12                     | Bruno Mars      | 73,8                 | [ 30 ]         |
| 13                     | Rihanna         | 67,8                 | [ 36 ]         |
| 14                     | A. R. Rahman    | 67,4                 | [ 111 ]        |
| 15                     | Adele           | 65,4                 | [ 75 ]         |
| 16                     | Coldplay        | 59,6                 | [ 35 ]         |
| 17                     | Karol G         | 58,7                 | [ 112 ]        |
| 18                     | Imagine Dragons | 57,9                 | [ 62 ]         |
| 19                     | Pritam          | 55.6                 | [ 113 ]        |
| 20                     | Blackpink       | 55.0                 | [ 114 ]        |
| Stand: 17. August 2025 |                 |                      |                |